# Phiên bá quốc Áo
Phiên quốc Đông (tiếng Đức: Mark Österreich, Ostmark, tiếng Latinh: marcha orientalis), còn được gọi là Phiên quốc Áo (tiếng Latinh: marchia Austriae, Austrie marchionibus), Phiên bá quốc Áo (tiếng Đức: Markgrafschaft Österreich), Phiên bá quốc Đông Bayern (tiếng Đức: Bayerische Ostmark), hoặc ngắn gọi là Ostarrichi hay Osterland, là một bá quốc phía đông nam của Đế quốc La Mã Thần thánh được Charlemagne thành lập vào năm 803 trên bờ sông Danube. Ban đầu nó được đặt dưới quyền thống trị của Công quốc Bavaria và đóng vai trò như một bức tường thành chống lại sự đe dọa từ người Avar. Từng bị đột kích bởi người Magyar vào thế kỷ 10, nó được cai trị bởi các phiên hầu tước nhà Babenberg từ năm 976 với vai trò bảo vệ biên giới giữa Đế chế và Công quốc Hungary. Nó trở thành một Lãnh địa Hoàng gia theo đúng nghĩa của nó khi nhà Babenberg được phong làm Công tước Áo vào năm 1156.

## Tên gọi

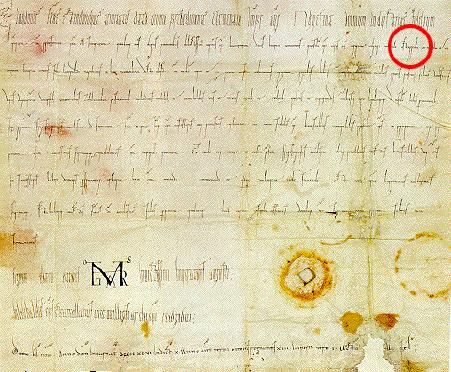
Lần xuất hiện đầu tiên của từ Ostarrîchi là trong tài liệu này, từ được đánh dấu bằng một vòng tròn màu đỏ.

Trong tiếng Latinh đương đại, vùng đất này được gọi là marcha Orientalis ("Phiên hầu quốc phương Đông"), marchia Austriae hay Austriae marchionibus. Tên tiếng Đức cổ, Ostarrîchi lần đầu tiên xuất hiện trên một chứng thư hiến tặng nổi tiếng do Hoàng đế Otto III ban hành tại Bruchsal vào tháng 11 năm 996. Cụm từ regione vulgari vocabulo Ostarrîchi có nghĩa là "vùng thường được gọi là Ostarrîchi", có lẽ chỉ để chỉ một số điền trang xung quanh trang viên Neuhofen an der Ybbs; tuy nhiên thuật ngữ Ostarrîchi là nguồn gốc của tên tiếng Đức của Áo, Österreich.
Sau đó, phiên hầu quốc còn được gọi là Phiên hầu quốc Áo (tiếng Đức: Markgrafschaft Österreich) hoặc Phiên hầu quốc Đông Bavaria (Bayerische Ostmark, từ thứ hai là bản dịch tiếng Đức của marcha Orientalis, mặc dù không có ví dụ nào về cách sử dụng này liên quan đến Áo được biết đến trước Thế kỷ 19) để phân biệt nó với Phiên hầu quốc Đông Saxon (Sächsische Ostmark) ở phía đông bắc. Trong thời kỳ Anschluss 1938–45, chính quyền Đức Quốc xã đã cố gắng thay thế thuật ngữ "Áo" bằng Ostmark.

## Địa lý
Phiên hầu quốc bao gồm các vùng đất phía bắc và nam của sông Danube, với phụ lưu sông Enns ở phía tây tạo thành biên giới với sông Traungau của công quốc bộ lạc Bavaria. Biên giới phía đông với khu vực định cư của người Hungary trong Bồn địa Pannonia dọc theo sông Morava (tiếng Đức: March) và sông Leitha, với biên giới Gyepű (vùng Burgenland ngày nay). Ở phía bắc, Phiên hầu quốc giáp với công quốc Bohemia của nhà Přemyslid, các vùng đất ở phía nam thuộc về Công quốc Carinthia cũng vừa mới được thành lập vào năm 976. Phiên hầu quốc ban đầu gần như tuong ứng với vùng Hạ Áo hiện đại.
Nơi cư trú ban đầu của nhà Babenberg có thể là ở Pöchlarn, ở Biên thành La Mã xưa nhưng cũng có thể là Melk, nơi những người cai trị tiếp theo cư ngụ. Huyện biên giới ban đầu trùng với Wachau ngày nay nhưng nó nhanh chóng được mở rộng về phía đông ít nhất là đến Wienerwald. Dưới thời Phiên hầu tước Ernest Dũng cảm (1055–1075), quá trình thực dân hóa vùng Waldviertel phía bắc đến sông Thaya và huyện biên giới Moravia của Bohemia đã bắt đầu và huyện biên giới Hungary được sáp nhập vào Áo. Dinh thự của các phiên hầu tước sau đó được chuyển đến Klosterneuburg cho đến năm 1142 khi Vienna trở thành thủ đô chính thức. Nhà Babenberg có một hệ thống phòng thủ gồm một số lâu đài được xây dựng trong dãy núi Wienerwald và dọc theo sông Danube, trong số đó có Greifenstein. Khu vực xung quanh đã được thuộc địa hóa và Kitô hóa bởi các Giám mục Passau ở Bavaria, với các trung tâm giáo hội đặt tại tu viện dòng thánh Benedictine ở Sankt Pölten, Tu viện Klosterneuburg và Tu viện Heiligenkreuz.
Phiên hầu quốc ban đầu được cư trú bởi sự pha trộn giữa các dân tộc gốc Slavơ và Romano-German bản địa, những người dường như nói các ngôn ngữ Rhaetia-Rôman, tàn tích của những ngôn ngữ này cho đến ngày nay vẫn còn ở các vùng phía bắc nước Ý (tiếng Friuli và tiếng Ladin) và ở Thụy Sĩ (tiếng Romansh). Một số thung lũng trên dãy Alps thuộc Áo vẫn còn những người nói tiếng Rhaeto-Romance cho đến thế kỷ 17.

## Lịch sử
Các huyện biên giới đầu tiên mà sau này là Áo và Slovenia là huyện biên giới Avar và huyện biên giới liền kề của Carantania (huyện biên giới Carinthia sau này) ở phía nam. Cả hai đều được thành lập vào cuối thế kỷ 8 bởi Charlemagne sau khi hợp nhất lãnh thổ của các công tước gia tộc Agilolfing của Bavaria chống lại các cuộc xâm lược của người Avar. Khi người Avar biến mất vào những năm 820, họ được thay thế phần lớn bởi người Tây Slav, những người định cư ở đây từ các thành bang của Đại Moravia. Huyện biên giới Pannonia được tách từ Công quốc Friuli vào năm 828 và được xem như một huyện biên giới chống lại Moravia trong lãnh giới Bavaria của người Đông Frank. Các huyện biên giới này đã được gọi là marcha orientalis, tương ứng với một biên giới dọc sông Danube từ Traungau đến Szombathely và sông Rába bao gồm cả lòng chảo Vienna. Vào những năm 890, các huyện biên giới Pannonia dường như đã không còn do sự đe dọa từ Đại Moravia với các cuộc xâm lược của người Hungary vào châu Âu. Sau thất bại của Phiên hầu tước Luitpold xứ Bavaria trong trận Pressburg năm 907, tất cả các vùng đất Đông Frank bên ngoài sông Enns đều bị mất.

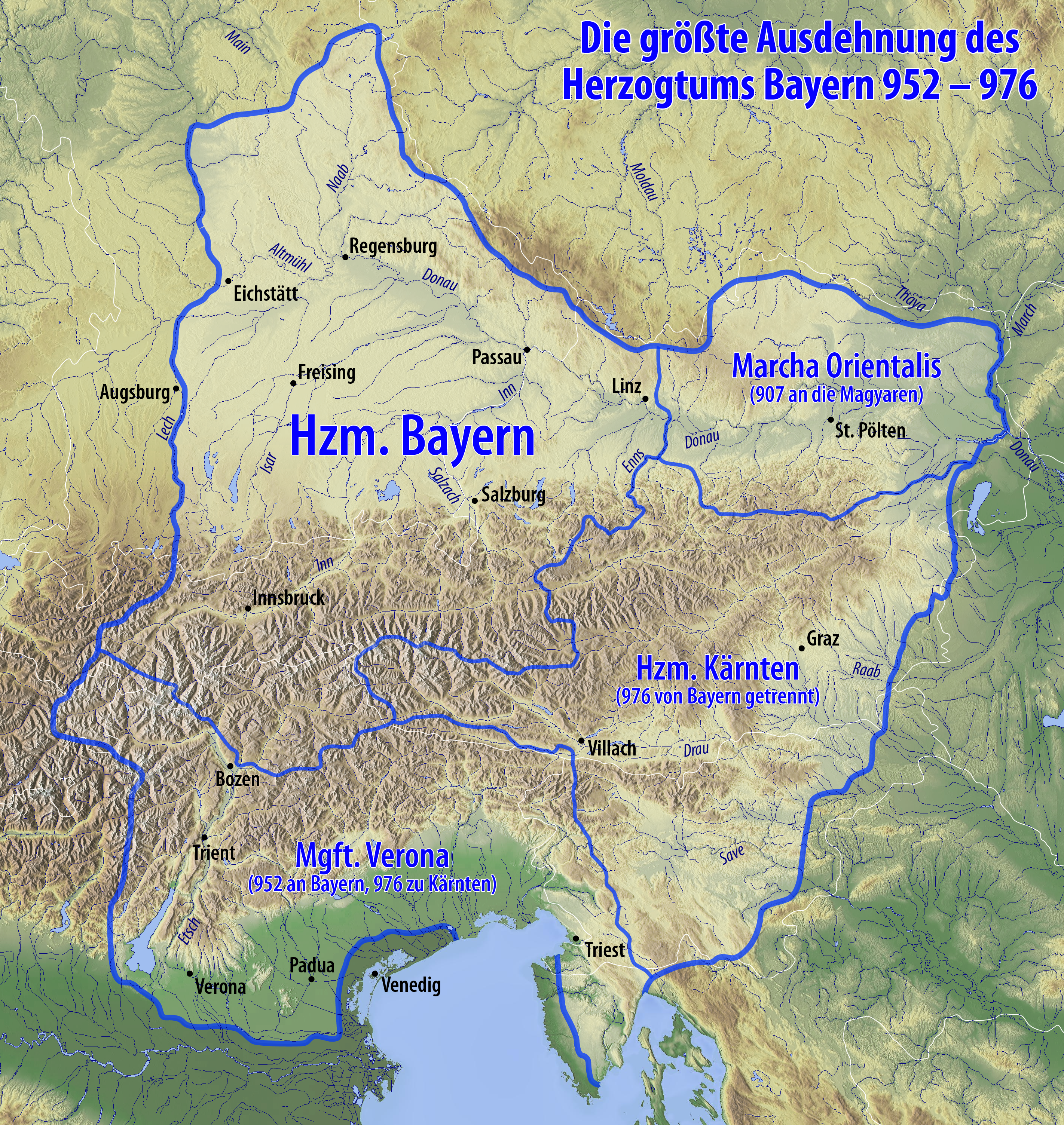
Công quốc Bavaria năm 976.

Vào năm 955, Vua Otto I của Đức đã bắt đầu cuộc tái chinh phục và chiến thắng trong Trận Lechfeld năm 955. Sự mù mờ về khoảng thời gian từ khoảng năm 900 đến năm 976 khiến một số người cho rằng một huyện biên giới Pannonia hoặc của Áo đã tồn tại chống lại người Magyar, cùng với các huyện biên giới khác đã được hợp nhất vào Bavaria vào năm 952 (Carniola, Carinthia, Istria và Verona). Tuy nhiên, phần lớn (Hạ) Pannonia vẫn bị người Magyar chinh phục. Năm 976, trong một cuộc tái cơ cấu chung của Bavaria sau cuộc nổi dậy của Heinrich Người tranh cãi, con trai của Otto và là Hoàng đế kế vị Otto II đã có một marcha Orientalis mới được dựng lên trên lãnh thổ của huyện biên giới Pannonia trước đây. Ông lần lượt chỉ định bá tước nhà Babenberg, Leopold Vinh quang để hỗ trợ ông. Leopold đã thay thế một Burchard, người ít tên tuổi nhưng đã nắm quyền liên tục ở huyện biên giới trong khoảng thời gian 900–976.
Áo dưới chế độ phiên hầu đạt đến đỉnh cao nhất dưới thời Leopold III, một người bạn tuyệt vời của nhà thờ và là người sáng lập ra các tu viện. Ông đã bảo trợ các thị trấn và phát triển một mức độ độc lập lãnh thổ lớn. Năm 1139, Leopold IV thừa kế Bavaria. Khi người kế vị của ông, vị vua cuối cùng, Henry Jasomirgott, bị tước đoạt Bavaria vào năm 1156, Áo được nâng lên thành một công quốc độc lập với Bavaria bởi Privilegium Minus của Hoàng đế Frederick Barbarossa. Từ năm 1192, Nhà Babenberg cũng cai trị Công quốc Styria lân cận. Dòng họ này đã tuyệt tự sau cái chết của Công tước Frederick II của Áo trong Trận chiến sông Leitha năm 1246. Di sản cuối cùng đã được xác nhận bởi vua Đức Rudolf I của Đức chống lại Vua Ottokar II của Bohemia vào năm 1278 trong Trận Marchfeld.